# Manduca sexta
Manduca sexta là một loài bướm đêm thuộc họ Sphingidae hiện diện ở khắp châu Mỹ. Tên thông dụng thường được gọi là sâu sừng thuốc lá, nó có quan hệ gần gũi và thường bị nhầm lẫn với sâu sừng cà chua (Manduca quinquemaculata); ấn trùng cả hai loài ăn lá nhiều loại cây thuộc họ Solanaceae.. 

## Miêu tả

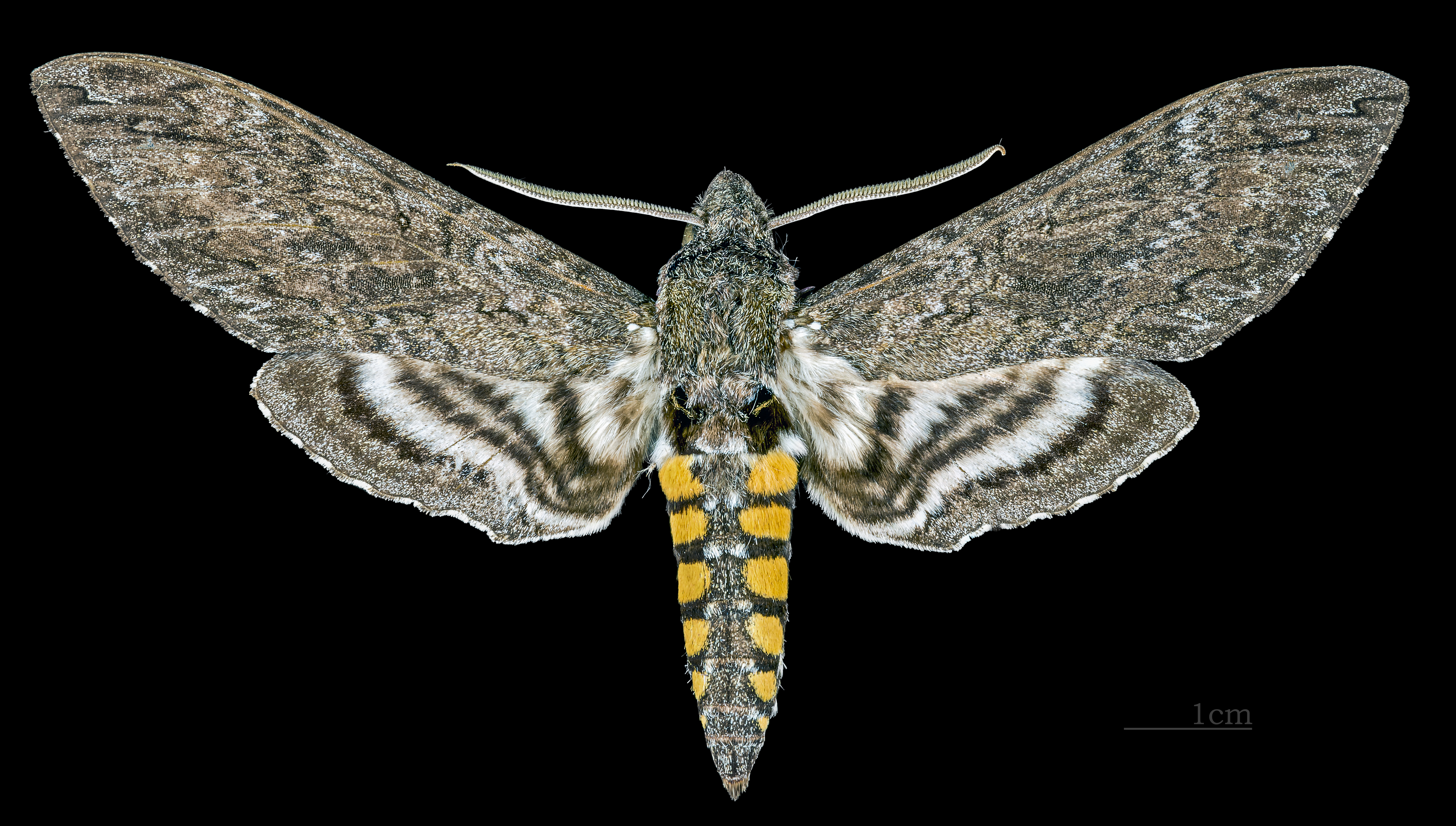
Manduca sexta sexta  ♂
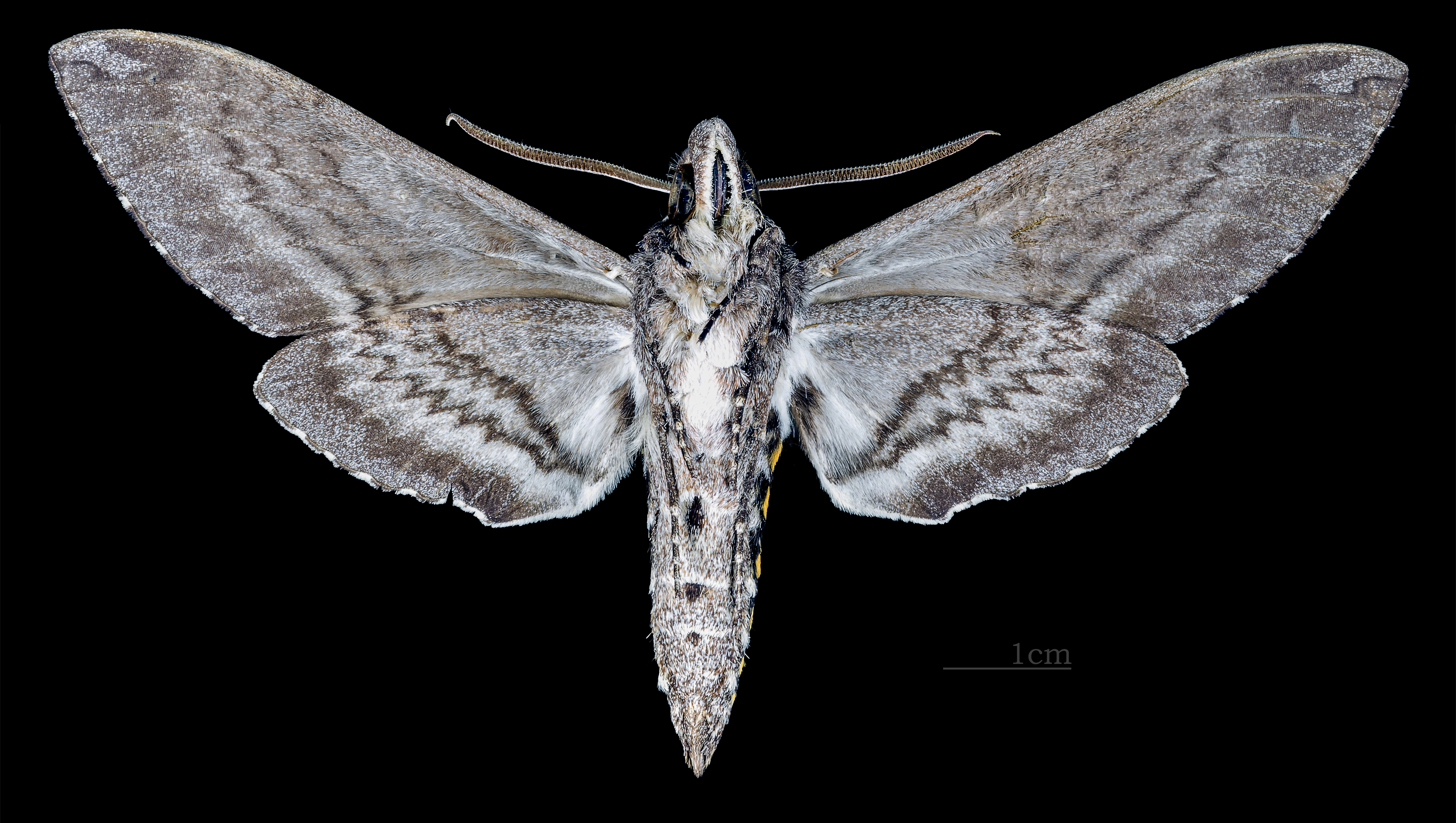
♂ △
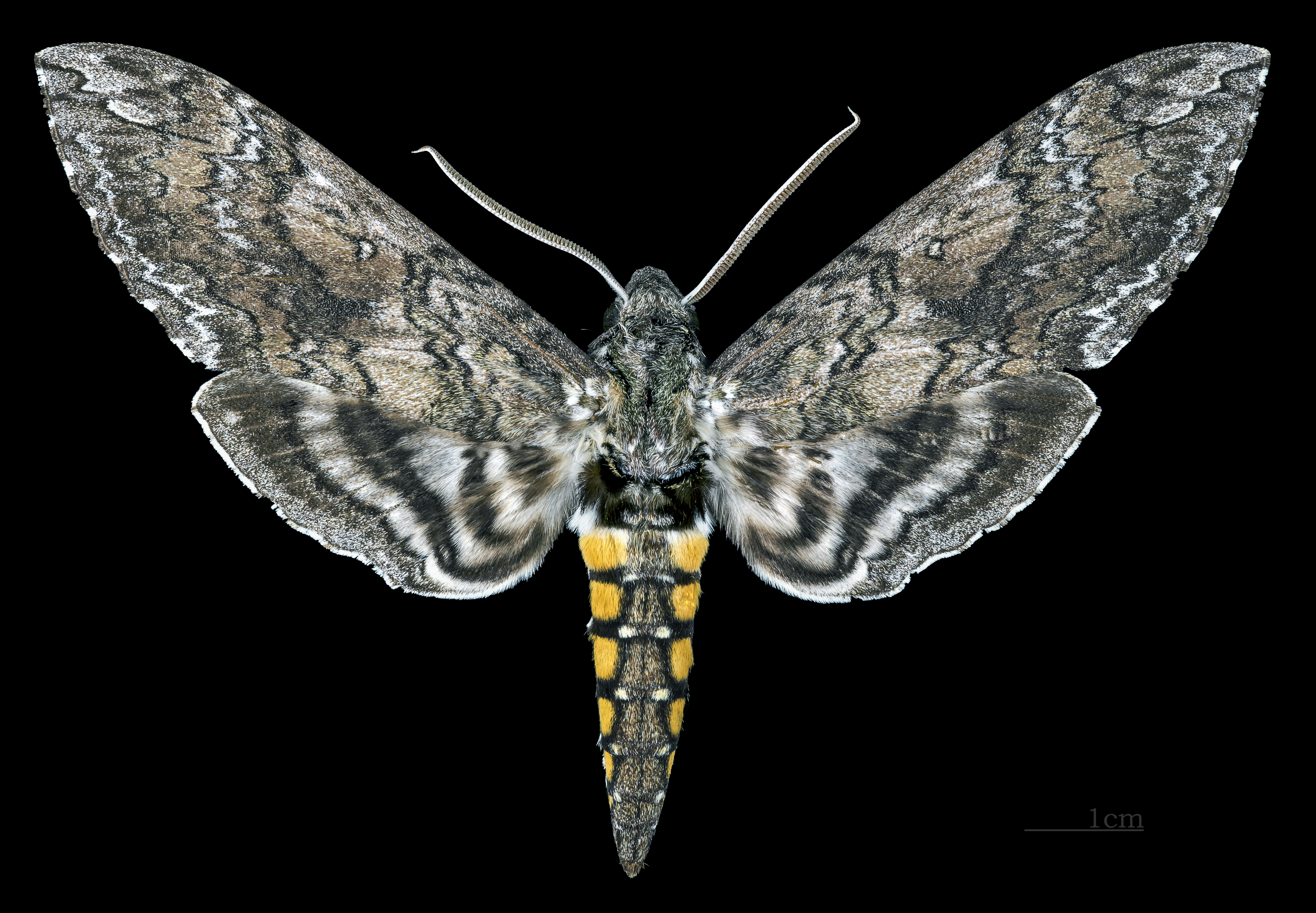
♀
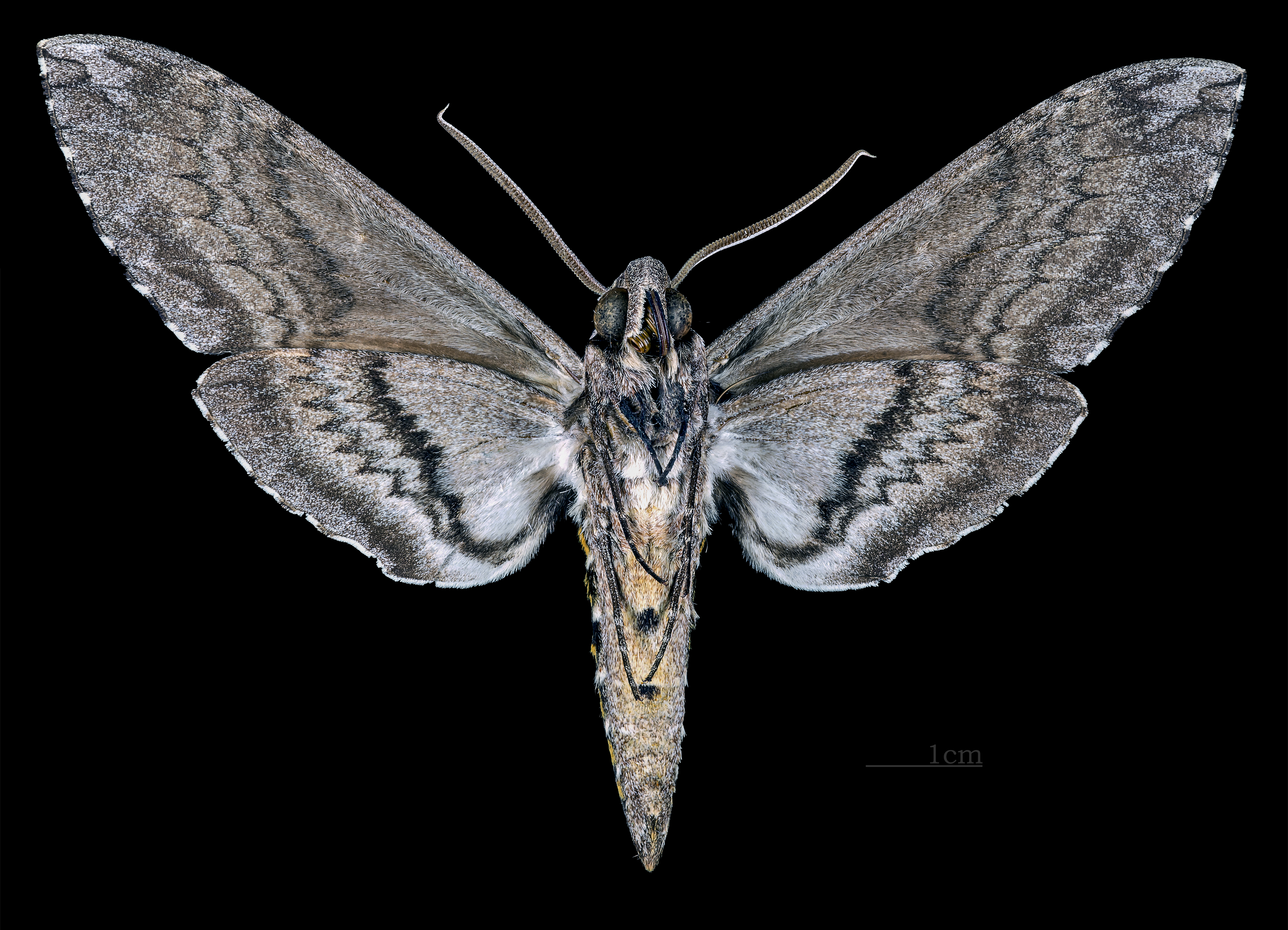
♀ △

## Phụ loài
- Manduca sexta sexta (từ Massachusetts phía tây qua phía nam Michigan đến Minnesota, trung Colorado, và bắc California, phía nam đến Florida, the Gulf Coast, Texas, New Mexico, Arizona, và nam California sau đó xa hơn phía nam qua Mexico, Belize, Honduras, Nicaragua, Costa Rica, và West Indies đến Argentina)
- Manduca sexta caestri (Blanchard, 1854) (Chile)
- Manduca sexta jamaicensis (Butler, 1875) (Jamaica, Cộng hòa Dominica, St. Lucia, Guadeloupe và khắp Antilles)
- Manduca sexta leucoptera (Rothschild & Jordan, 1903) (quần đảo Galapagos)
- Manduca sexta paphus (Cramer, 1779) (Surinam và Venezuela đến Brazil, Argentina và Bolivia)
- Manduca sexta saliensis (Kernbach, 1964) (Argentina)

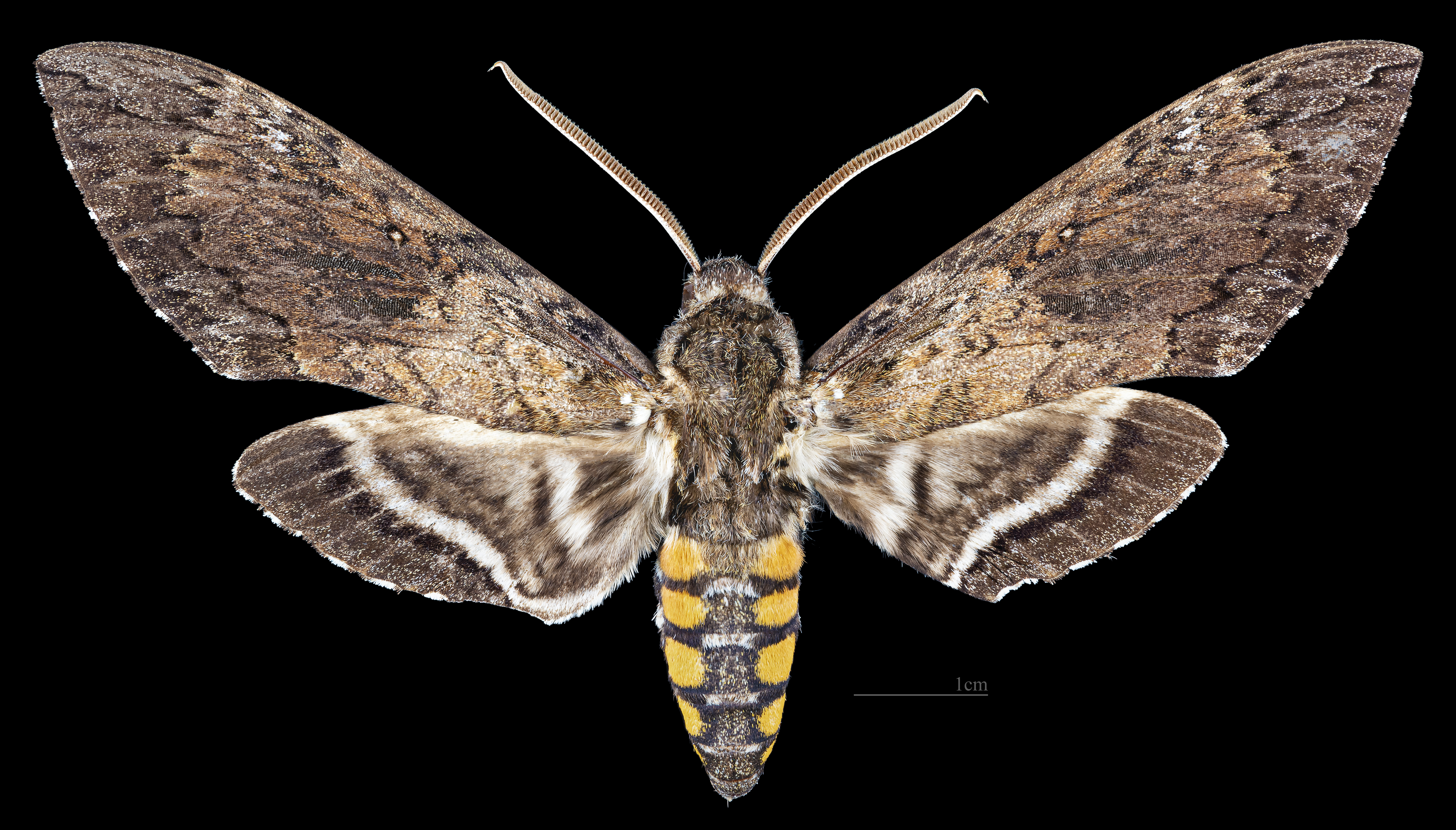
Manduca sexta jamaicensis  ♂
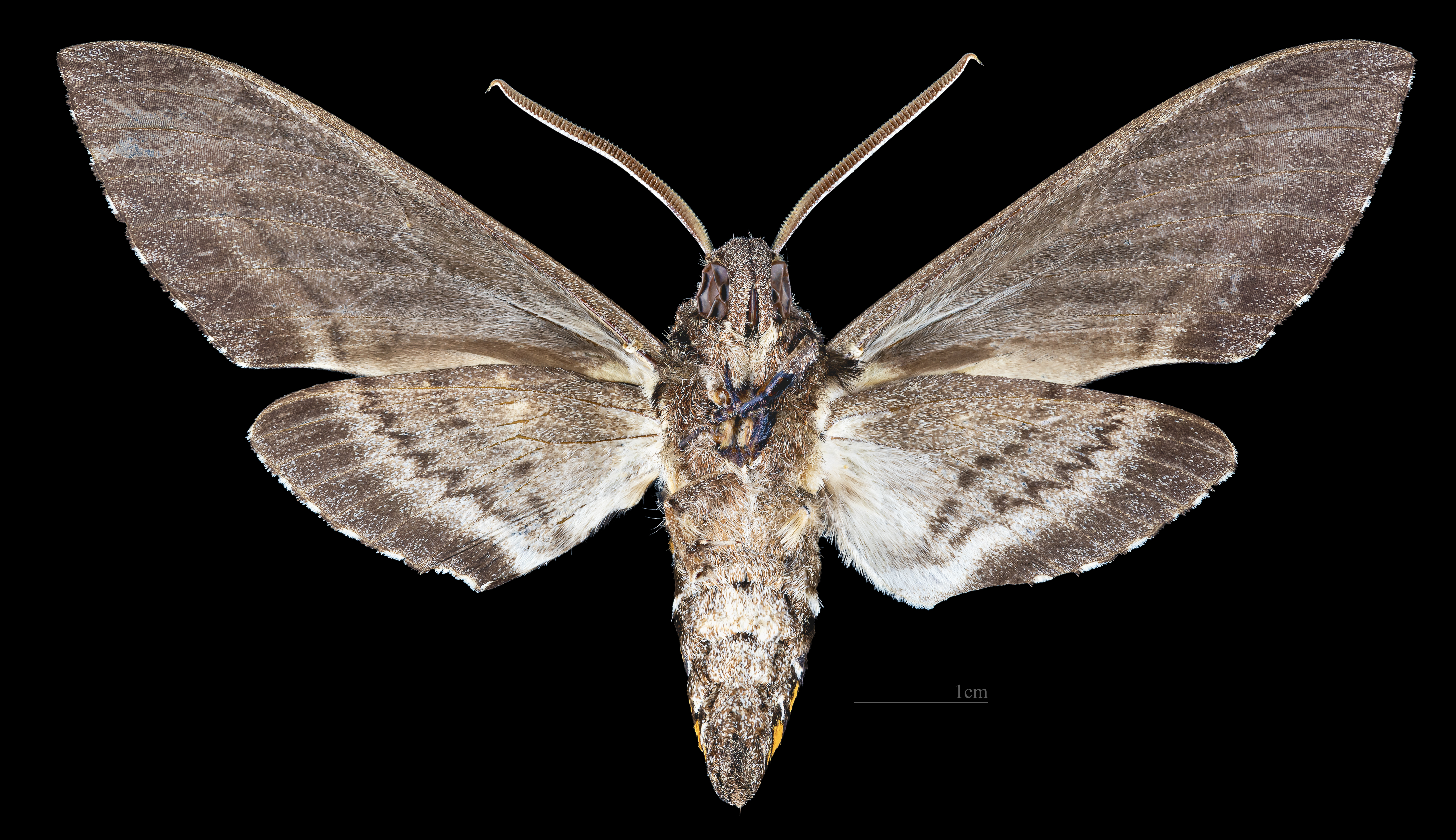
♂ △
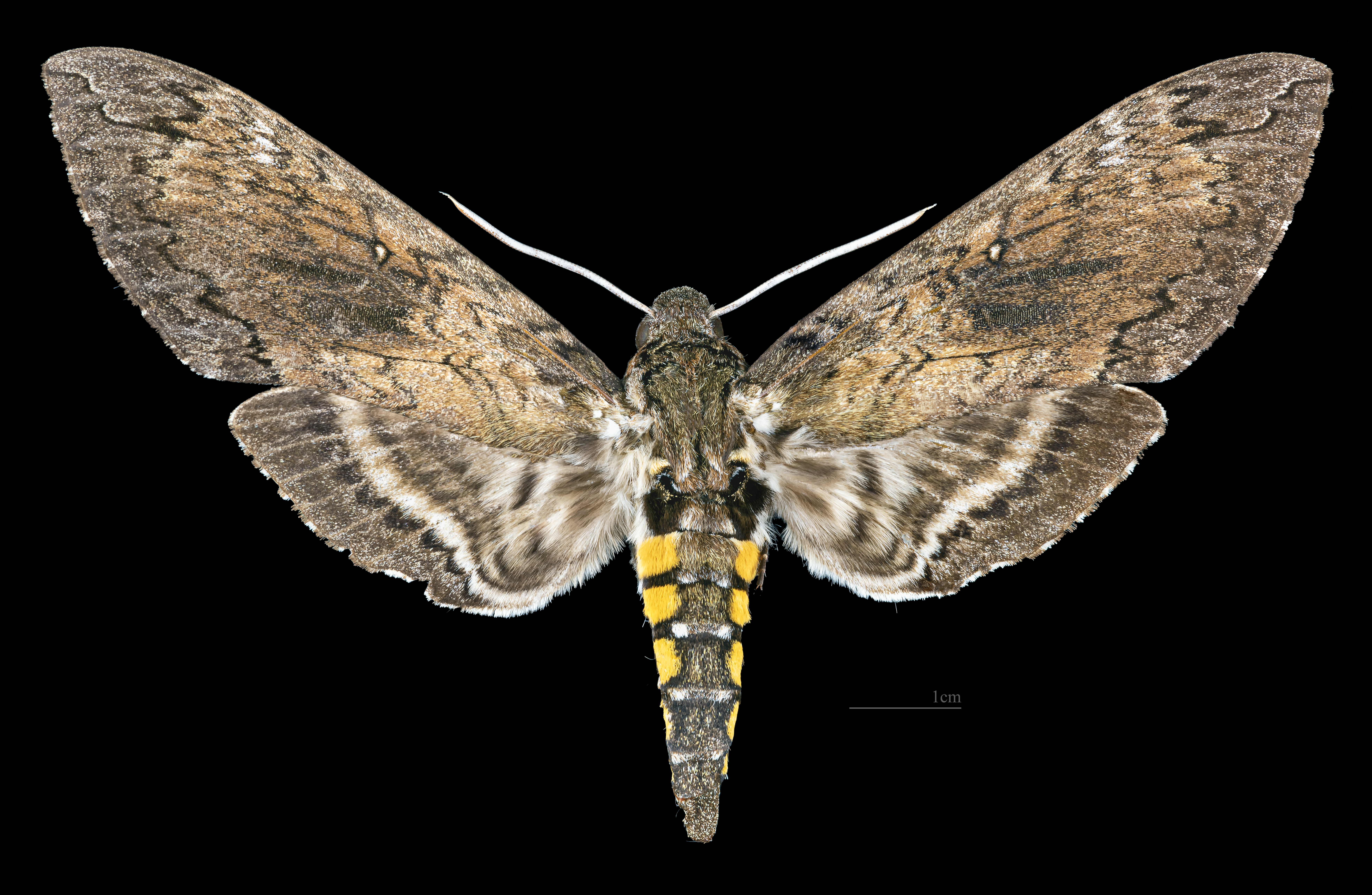
♀
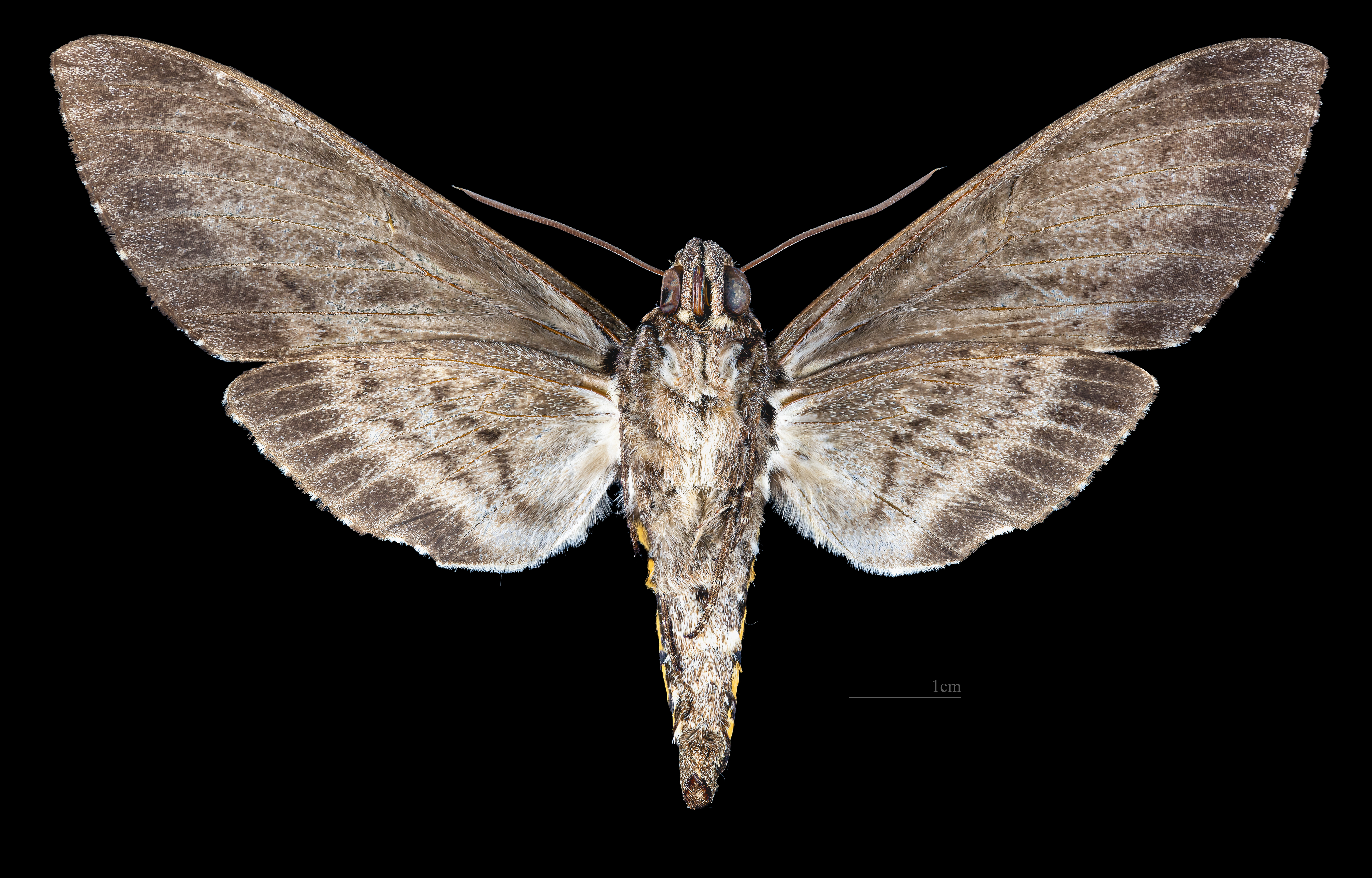
♀ △

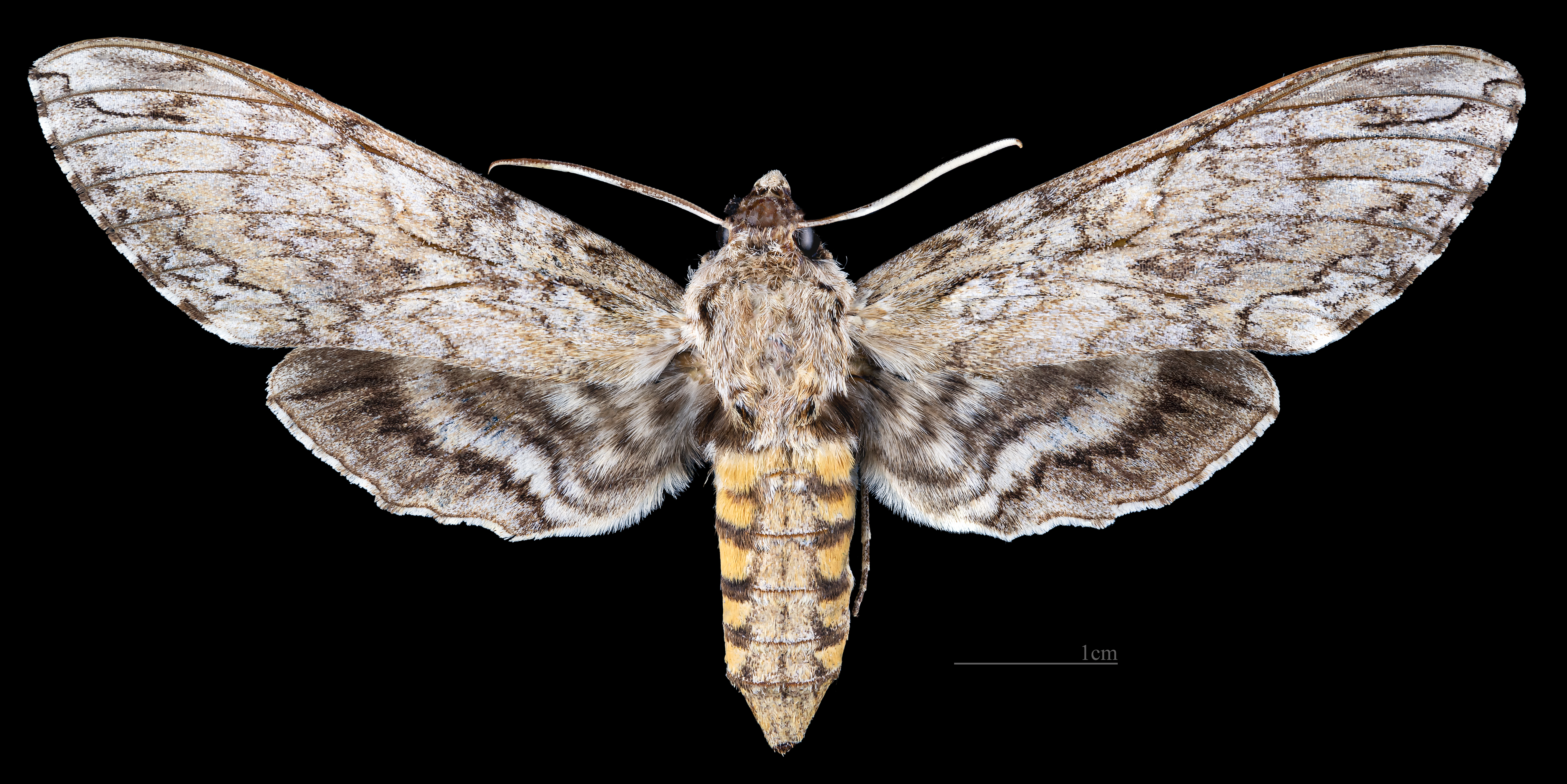
Manduca sexta leucoptera ♀ △
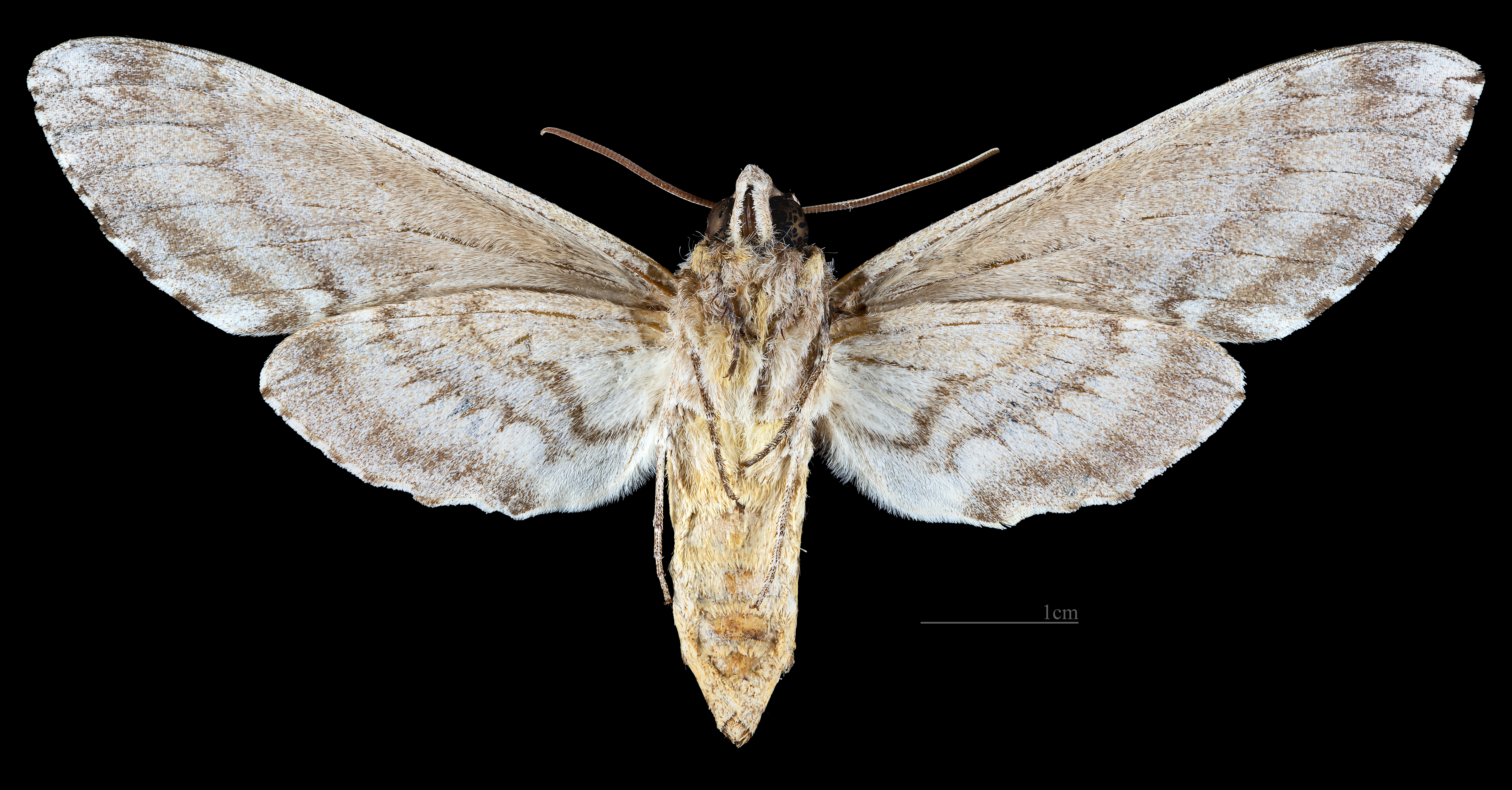
♀ △

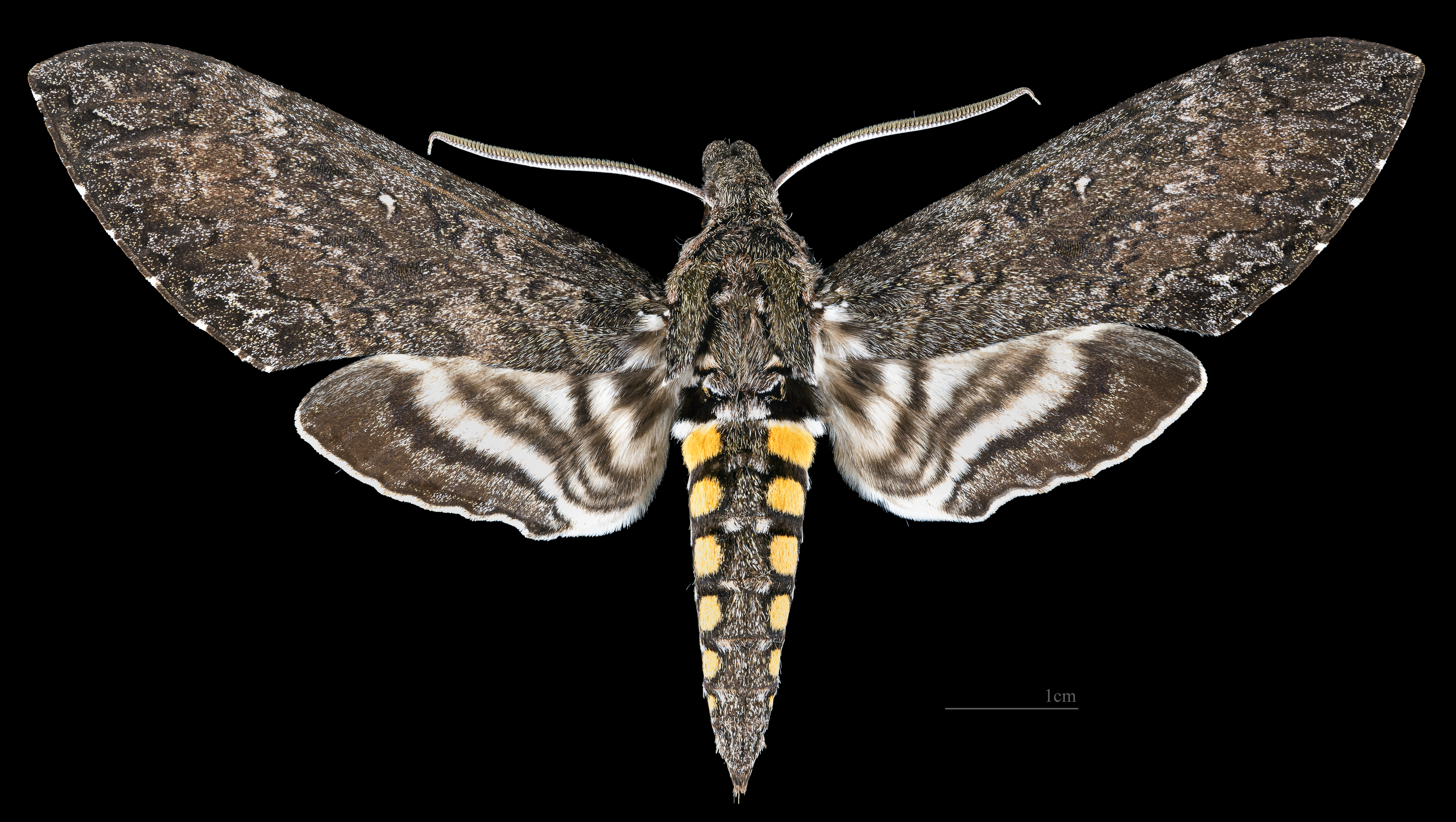
Manduca sexta paphus ♂
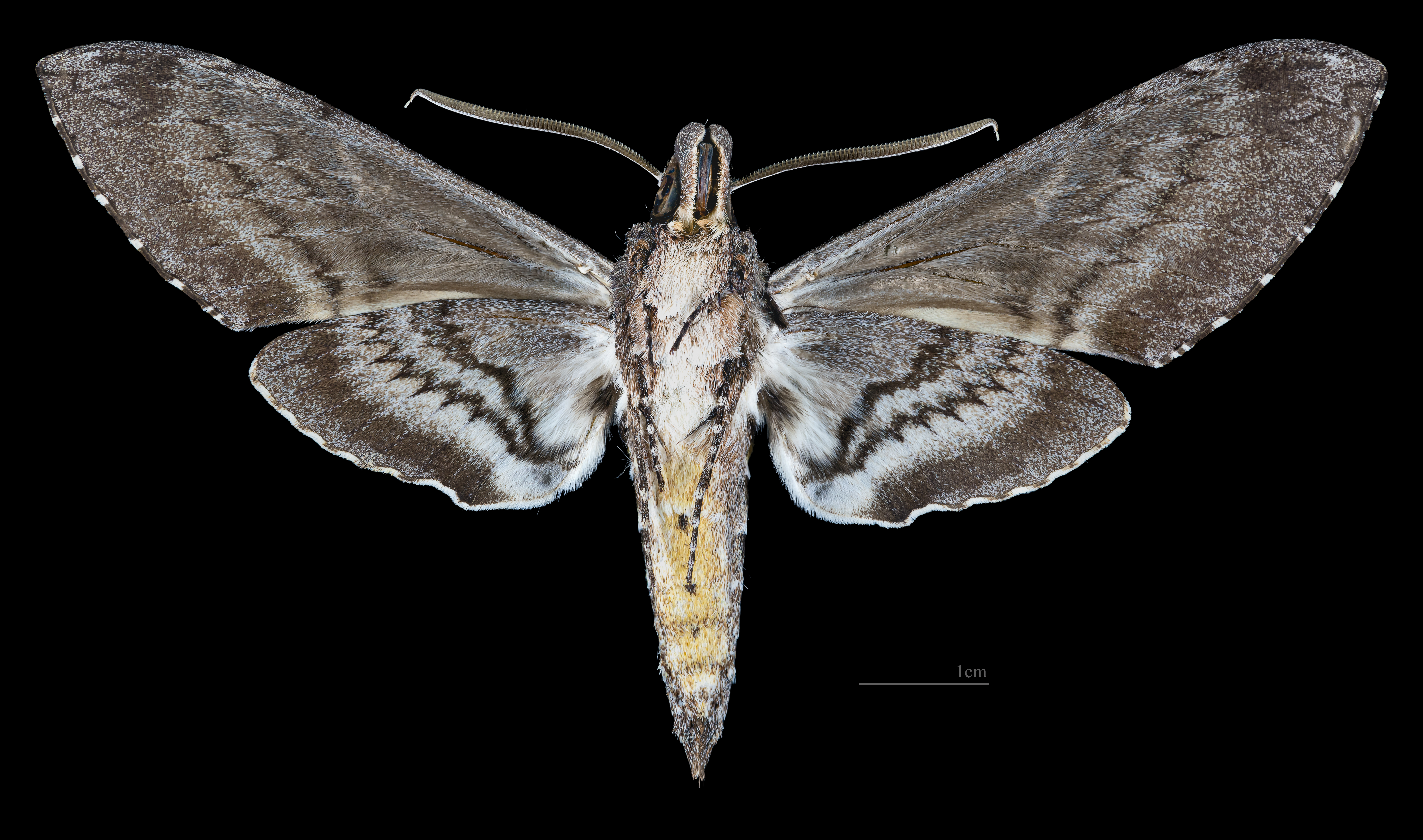
♂ △

## Vòng đời
M. sexta có vòng đời ngắn khoảng 30-50 ngày. Trong phần lớn các khu vực, M. sexta có khoảng 2 thế hệ mỗi năm nhưng chúng có thể có 3 thế hệ mỗi năm ở Florida.